# 尾張大橋

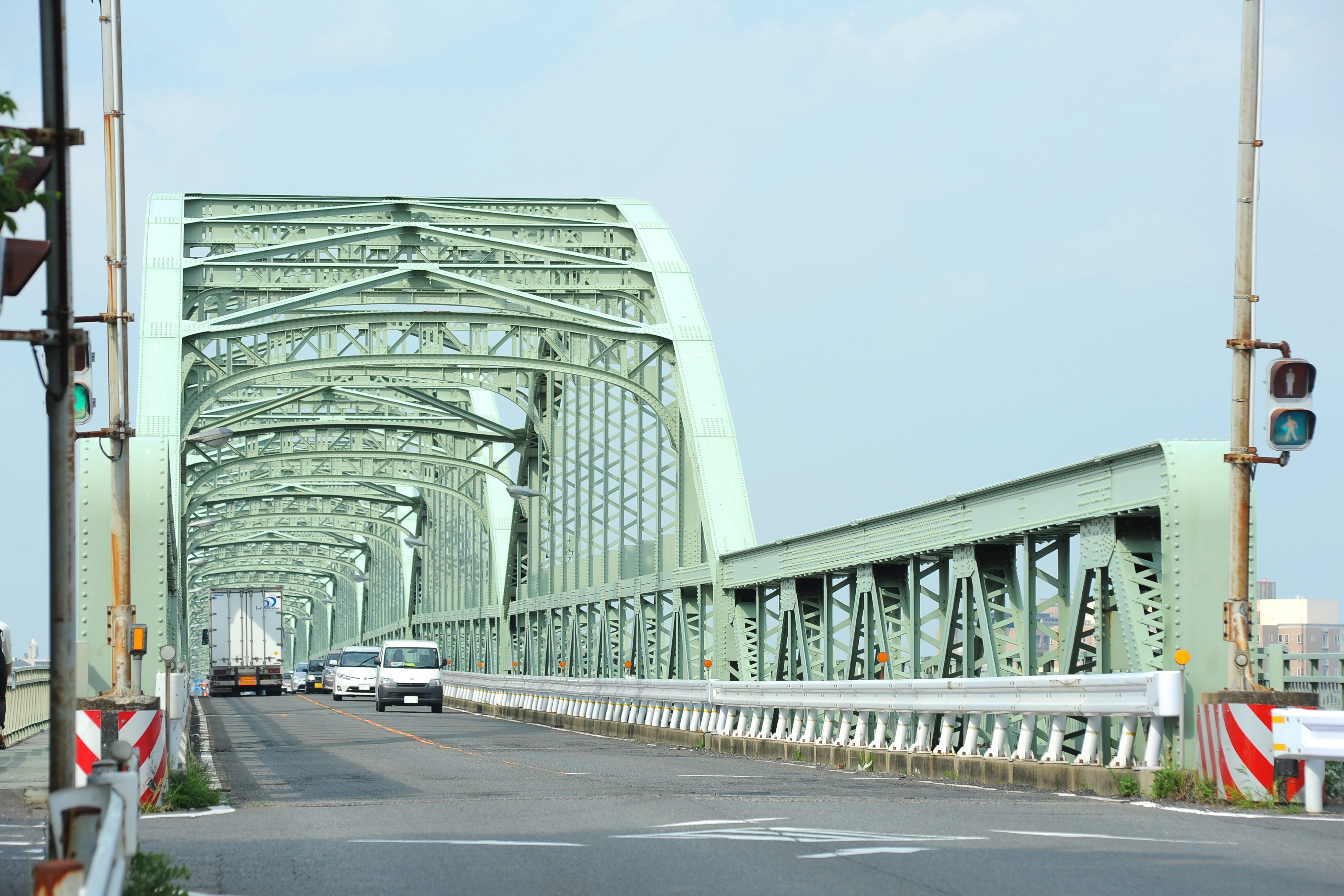
右岸（三重県）側の1スパンはアーチがなく、トラスだけの構造

尾張大橋（おわりおおはし）は、愛知県弥富市と三重県桑名市の木曽川にかかる国道1号の橋である。

## 概要
橋が出来るまでは「ふたつやの渡」と呼ばれる渡し船が存在していた。これは1873年（明治5年）、新東海道が設定された際に設けられたもので、1921年（大正10年）以降は愛知県営の無料渡船として運行されていた。
1933年（昭和8年）11月8日に開通式が行われ、地域総出で舞踏、神楽、石採車、餅まき、旗行列、提灯行列のほか盛大な祝賀会も催された。開通式の模様はラジオ中継された。

## 諸元
- 供用開始：1933年（昭和8年）11月8日
- 延長：878.8 m
- 幅員：7.5 m
- 橋梁形式：下路ランガートラス鋼橋
  - 13連 支間長：63.4 m
  - 1連 支間長：40.8 m
  - 下路ランガートラス鋼橋とは、トラスを上弦のアーチで吊り下げる構造の橋である。当時の最高技術である。
- 所在地：愛知県弥富市小島町 -　三重県桑名郡木曽岬町 -  三重県桑名市長島町東殿名

## 隣の橋
（下流・河口） - 湾岸木曽川橋（伊勢湾岸自動車道） -  木曽川大橋（国道23号） -  尾張大橋 - 木曽川橋梁（近鉄名古屋線） - 木曽川橋梁（関西本線） - 木曽川橋（東名阪自動車道） - 木曽川水管橋 - （上流）